# Anjali Gopalan
Anjali Gopalan, née à Madras (aujourd’hui Chennai) le 1er septembre 1957, est une militante indienne pour les Droits de l'homme et des animaux.

## Biographie
Elle a fondé en 1994 le Naz Foundation (India) Trust, une organisation non gouvernementale de lutte contre le syndrome d'immunodéficience acquise et de promotion de la santé sexuelle.

## Distinctions
En 2012, Anjali Gopalan est citée par le Time Magazine dans la liste des cent personnes les plus influentes dans le monde.
Elle est la première militante tamoule à devenir chevalier de la légion d'honneur en 2013.